# Los Llanos de Aridane
Los Llanos de Aridane es un municipio español perteneciente a la provincia de Santa Cruz de Tenerife, en la comunidad autónoma de Canarias. Está situado en el oeste de la isla de La Palma, en el valle de Aridane, en la vertiente de sotavento y de solana de la isla, lo que constituye una ubicación muy favorable, además de que la parte oeste de la isla está bastante bien regada y tiene menores pendientes que en las zonas restantes, y de ahí el nombre de la ciudad. Los Llanos de Aridane es con 20 551 habitantes el municipio más poblado de La Palma, superando en este respecto a Santa Cruz de La Palma, la capital de la isla.

## Toponimia
A mediados del siglo XVI, el viajero portugués Gaspar Frutuoso hizo una breve descripción del lugar. Señala que el lugar, que allí llaman los Llanos, debía su nombre a la suave plenitud del terreno sobre el cual se asienta, dedicado, por entonces, al cultivo de secano de cereales y al pastoreo de ganado. A principios de los años 40 del siglo XX, un grupo de vecinos solicita al ayuntamiento la inclusión del topónimo Aridane, para diferenciarlo de otros lugares con el mismo nombre. Con la conformidad de la Real Sociedad Geográfica y el informe favorable del gobernador civil de la provincia, el municipio pasó a denominarse Los Llanos de Aridane.
Según Álvarez Delgado, Aridane en la lengua aborigen significaba Llanos.

## Geografía

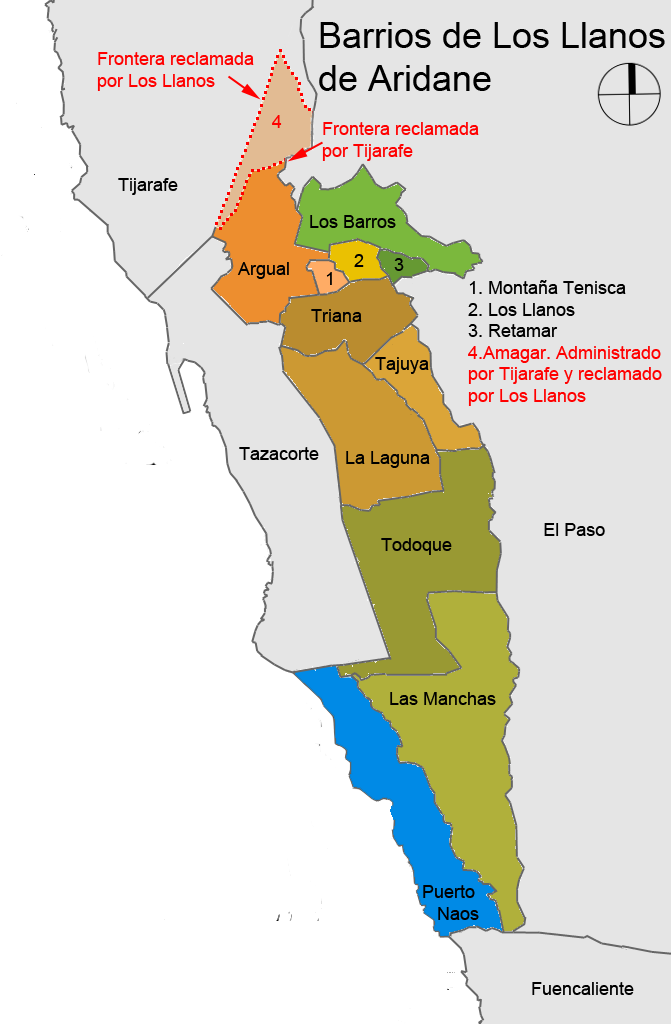
Barrios de Los Llanos de Aridane

Tiene una extensión de 35,79 km² y una población de 20 043 habitantes (INE, 2016). Su altitud es de 325 metros sobre el nivel del mar y tiene una longitud de Costa de 6,43 km. Sus principales barrios ordenados por población son: Los Llanos (3606), Argual (2645), Retamar (2585), Montaña Tenisca (2567), Los Barros (2109), Triana (1806), La Laguna (1589), Todoque (1406), Puerto Naos (970), Las Manchas (884) y Tajuya (728). Su código postal es 38760. Actualmente es el municipio más habitado de la isla de La Palma, superando en población a la capital Santa Cruz de la Palma.
El municipio es uno de los motores económicos de la isla, con una economía basada en el plátano y el turismo. El posible fin de las ayudas europeas al cultivo del plátano, inicialmente programado para el 2006, podría haber causado una gran crisis económica que hubiese seguramente obligado a su agricultores a diversificar la economía. Pero la posterior negociación con la Comunidad Económica Europea consiguió extender el periodo del programa de apoyo.
|                  | Norte: Tijarafe               |               |
| Oeste: Tazacorte |                               | Este: El Paso |
|                  | Sur: Fuencaliente de La Palma |               |

### Clima
| Parámetros climáticos promedio de Los Llanos de Aridane | Parámetros climáticos promedio de Los Llanos de Aridane | Parámetros climáticos promedio de Los Llanos de Aridane | Parámetros climáticos promedio de Los Llanos de Aridane | Parámetros climáticos promedio de Los Llanos de Aridane | Parámetros climáticos promedio de Los Llanos de Aridane | Parámetros climáticos promedio de Los Llanos de Aridane | Parámetros climáticos promedio de Los Llanos de Aridane | Parámetros climáticos promedio de Los Llanos de Aridane | Parámetros climáticos promedio de Los Llanos de Aridane | Parámetros climáticos promedio de Los Llanos de Aridane | Parámetros climáticos promedio de Los Llanos de Aridane | Parámetros climáticos promedio de Los Llanos de Aridane | Parámetros climáticos promedio de Los Llanos de Aridane |
| Mes                                                     | Ene.                                                    | Feb.                                                    | Mar.                                                    | Abr.                                                    | May.                                                    | Jun.                                                    | Jul.                                                    | Ago.                                                    | Sep.                                                    | Oct.                                                    | Nov.                                                    | Dic.                                                    | Anual                                                   |
| ------------------------------------------------------- | ------------------------------------------------------- | ------------------------------------------------------- | ------------------------------------------------------- | ------------------------------------------------------- | ------------------------------------------------------- | ------------------------------------------------------- | ------------------------------------------------------- | ------------------------------------------------------- | ------------------------------------------------------- | ------------------------------------------------------- | ------------------------------------------------------- | ------------------------------------------------------- | ------------------------------------------------------- |
| Temp. máx. media (°C)                                   | 14.4                                                    | 14                                                      | 14.8                                                    | 15.6                                                    | 17.2                                                    | 19.6                                                    | 20.9                                                    | 21.7                                                    | 21.4                                                    | 19.3                                                    | 16.8                                                    | 15.4                                                    | -                                                       |
| Temp. mín. media (°C)                                   | 10.8                                                    | 12.4                                                    | 11.8                                                    | 12.5                                                    | 14.8                                                    | 17.4                                                    | 19                                                      | 19.7                                                    | 19.1                                                    | 17.1                                                    | 14.7                                                    | 13.4                                                    | 13.7                                                    |
| Precipitación total (mm)                                | 26                                                      | 27                                                      | 25                                                      | 14                                                      | 7                                                       | 4                                                       | 2                                                       | 3                                                       | 8                                                       | 23                                                      | 28                                                      | 44                                                      | 211                                                     |
| Fuente: 4 de enero de 2025                              |                                                         |                                                         |                                                         |                                                         |                                                         |                                                         |                                                         |                                                         |                                                         |                                                         |                                                         |                                                         |                                                         |

### Fenómenos meteorológicos adversos
El 1 de febrero de 2010 un frente atravesó Los Llanos de Aridane descargando abundante agua y aparato eléctrico. Afectó a la isla entera y dejó 228.8 litros por metro cuadrado en este municipio. La Agencia Estatal de Meteorología (AEMET) excluyó que se tratara de una tormenta tropical y lo calificó de borrasca muy activa.

## Historia
En agosto de 1812, se formó el municipio de Los Llanos, con la población del mismo nombre como cabecera, más El Paso, Argual y Tazacorte como pagos principales.                                                 
El 13 de abril de 1837, se presentaba en la diputación provincial de Canarias una proposición solicitando que el pago de El Paso, con el de Tacande y otros inmediatos, formara un municipio independiente del de Los Llanos, con su propio ayuntamiento. Unos meses más tarde, El Paso conseguía segregarse de los Llanos, que perdía de esta forma una parte considerable de su extensión geográfica.
El 16 de septiembre de 1925, el Directorio Militar concedió el decreto por el que Tazacorte se segregaba de Los Llanos. En el momento de la segregación, Tazacorte era el núcleo de mayor población del municipio, con 2316 habitantes y también el de mayor desarrollo económico en aquel momento.

## Demografía
Los Llanos de Aridane cuenta con una población de 20 283 habitantes (INE 2024).
| Gráfica de evolución demográfica de Los Llanos de Aridane entre 1842 y 2021                                         |
| |
| Población de derecho según los censos de población del INE Población de hecho según los censos de población del INE |

Según los datos del INE del 1 de enero de 2016 la ciudad cuenta con 20 043 habitantes, siendo la primera de La Palma, la 24.º de las Islas Canarias y la 380.º de España en población. Según los datos de Gobierno de Canarias, a 1 de enero de 2016 la población de la ciudad es de 3574 habitantes, y el resto está repartido entre las muchas localidades con las que cuenta el municipio. En 1930 tenía 3357 menos debido a la segregación de Tazacorte. A partir de 1950 el desarrollo urbanístico fue espectacular superando los 15 311 en 1981. Con la democracia el crecimiento fue más lento llegándose a 17 774 en 1998. Desde entonces el incremento de la inmigración ha causado un nuevo auge demográfico que ha hecho que se sobrepasen los 20 000 habitantes, siendo un 19,6 % de la población de otras nacionalidades, entre los que destacan alemanes y venezolanos, siendo estos últimos un 50,6 ‰ (ver tabla).
| Posición | Nacionalidad         | Población |
| -------- | -------------------- | --------- |
| 1.ª      | Venezuela            | 998       |
| 2.ª      | Alemania             | 786       |
| 3.ª      | Cuba                 | 612       |
| 4.ª      | Colombia             | 317       |
| 5.ª      | Italia               | 100       |
| 6.ª      | Marruecos            | 90        |
| 7.ª      | Reino Unido          | 89        |
| 8.ª      | Suiza                | 77        |
| 9.ª      | República Dominicana | 51        |
| 10.ª     | China                | 47        |
| 11.ª     | Portugal             | 26        |
| 12.ª     | Argentina            | 24        |
| 13.ª     | Austria              | 22        |

| Año  | Población municipal | Densidad        |
| ---- | ------------------- | --------------- |
| 1960 | 10 260              | -               |
| 1970 | 12 090              | -               |
| 1976 | 14 718              | -               |
| 1984 | 16 304              | -               |
| 1991 | 16 189              | -               |
| 1996 | 17 994              | -               |
| 2001 | 17 720              | 492,22 hab./km² |
| 2002 | 20 238              | -               |
| 2003 | 20 001              | 558,84 hab./km² |
| 2004 | 19 659              | 550,98 hab./km² |
| 2005 | 19 878              | 555,41 hab./km² |
| 2006 | 20 173              | 563,64 hab./km² |
| 2007 | 20 170              | 563,57 hab./km² |
| 2008 | 20 525              | 573,48 hab./km² |
| 2009 | 20 766              | 580,20 hab./km² |
| 2010 | 20 948              | 585,30 hab/km²  |
| 2020 | 20 760              | 580,10 hab/km²  |
| 2022 | 20 551              | 574,21 hab/km²  |

### Religión
El catolicismo en Los Llanos de Aridane es la religión predominante en términos estadísticos, sociológicos e históricos. El arciprestazgo de Los Llanos de Aridane, dependiente de La diócesis de San Cristóbal de La Laguna, tiene 9 templos en el municipio.

## Monumentos y lugares de interés

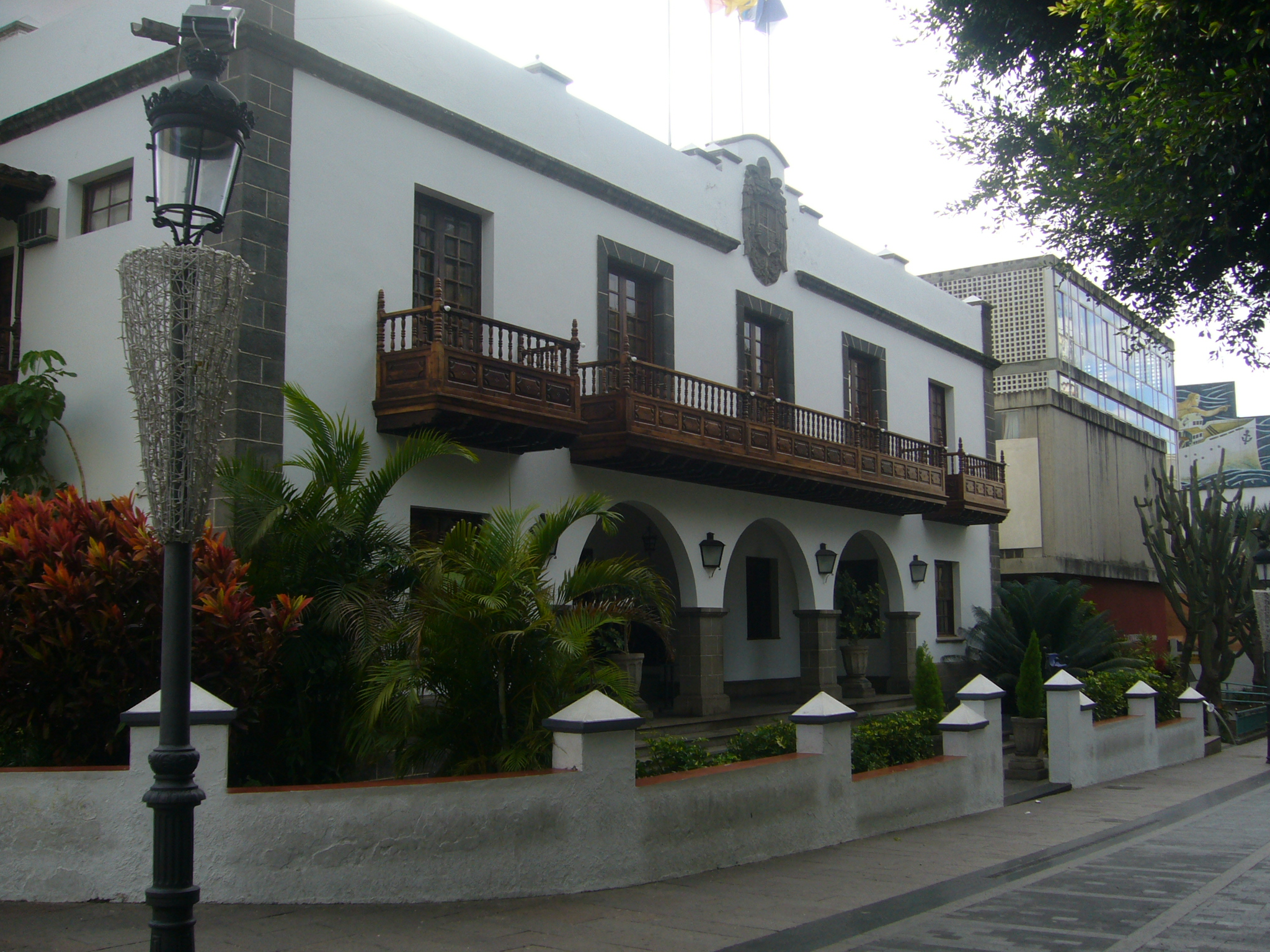
Fachada del Ayuntamiento de Los Llanos de Aridane

- Ayuntamiento: estuvo inicialmente ubicado en una casa tradicional situada en el lugar que ahora ocupa la moderna Casa de Cultura. El actual edificio de las Casas Consistoriales de marcado estilo regionalista, según proyecto del arquitecto Tomás Machado, se comenzó a construir en 1945. En su fachada sobresalen balcones abiertos y tapados por saledizo de tejas y, sobre este último, una ventana mudéjar de ajimez con celosía. El salón de actos guarda siete óleos del pintor palmero Antonio González Suárez, que reproduce acontecimientos históricos y escenas costumbristas.
- Plaza de España: La plaza de España y su entorno son el centro de la vida administrativa, lúdica, lugar histórico de obligada visita y centro de reunión y descanso para todos los habitantes y visitantes, donde se encuentran la mayoría de los edificios representativos de esta ciudad. La plaza está enclavada en el centro neurálgico del municipio, y con la reciente renovación de su pavimento (año 2000) y peatonalización de sus calles adyacentes ha impulsado el dinamismo de la misma en la vida de sus gentes. En sus alrededores se encuentran 11 impresionantes laureles de Indias (Ficus microcarpa) que junto con las palmeras reales fueron traídos desde Cuba por los emigrantes a mediados del siglo XIX para embellecer el paseo de su pueblo natal. Estos laureles se han convertido en un símbolo de la ciudad e inspiración de poetas y viajeros, siendo, sin duda, los más longevos de la isla.
- Iglesia de Nuestra Señora de los Remedios: Construida originalmente por los primeros conquistadores castellanos, es la parroquia matriz del municipio de Los Llanos de Aridane. En esta iglesia destacan sobre todo las imágenes de la Virgen de los Remedios, talla flamenca del siglo XVI, que es la patrona del municipio y el Cristo de la Salud, moldeado mediante una técnica en pasta de maíz por los indios Tarascos de México.

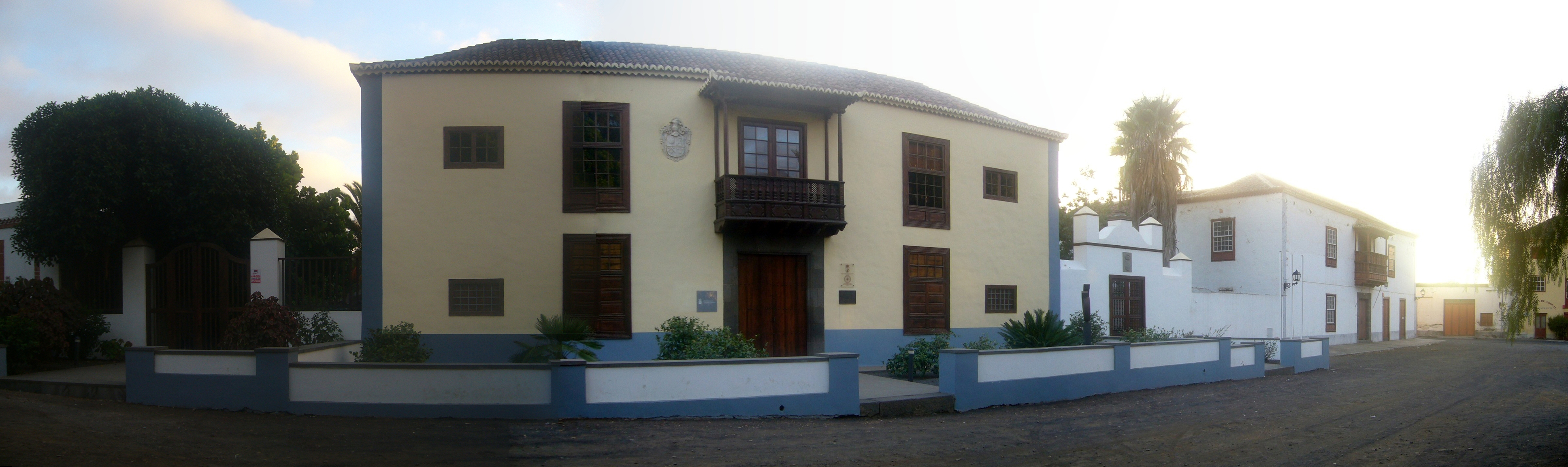
Casa Massieu, en el Llano de Argual

- Llano de Argual: Lugar donde comenzó la historia económica del Valle de Aridane y que habla del esplendor de una época, gracias al aprovechamiento de las aguas de La Caldera de Taburiente, para regar los cañaverales antes, y ahora, las zonas plataneras. Se encuentran en El Llano cuatro viejas casonas solariegas de los siglos XVII y XVIII, casa Vélez de Ontanilla, casa Massieu Van Dalle donde podrán encontrar la mejor portada almenada de Canarias (propiedad del Cabildo Insular y convertida en centro de exposiciones, sala de venta y oficina de información turística), casa Poggio Maldonado y la casa de Sotomayor (la más antigua que se conserva).
- Plaza de los Cuatro Caminos: Esta plaza o mirador diseñada por el polifacético artista palmero Luis Morera, fue realizada entre 1993 y 1996, y destaca por sus hermosos trabajos en mosaicos en los que se han integrado pérgolas con bancos revestidos de azulejos de cerámica troceados, un escenario hecho en piedras de lava y arietes poblados de plantas pertenecientes a la flora autóctona canaria

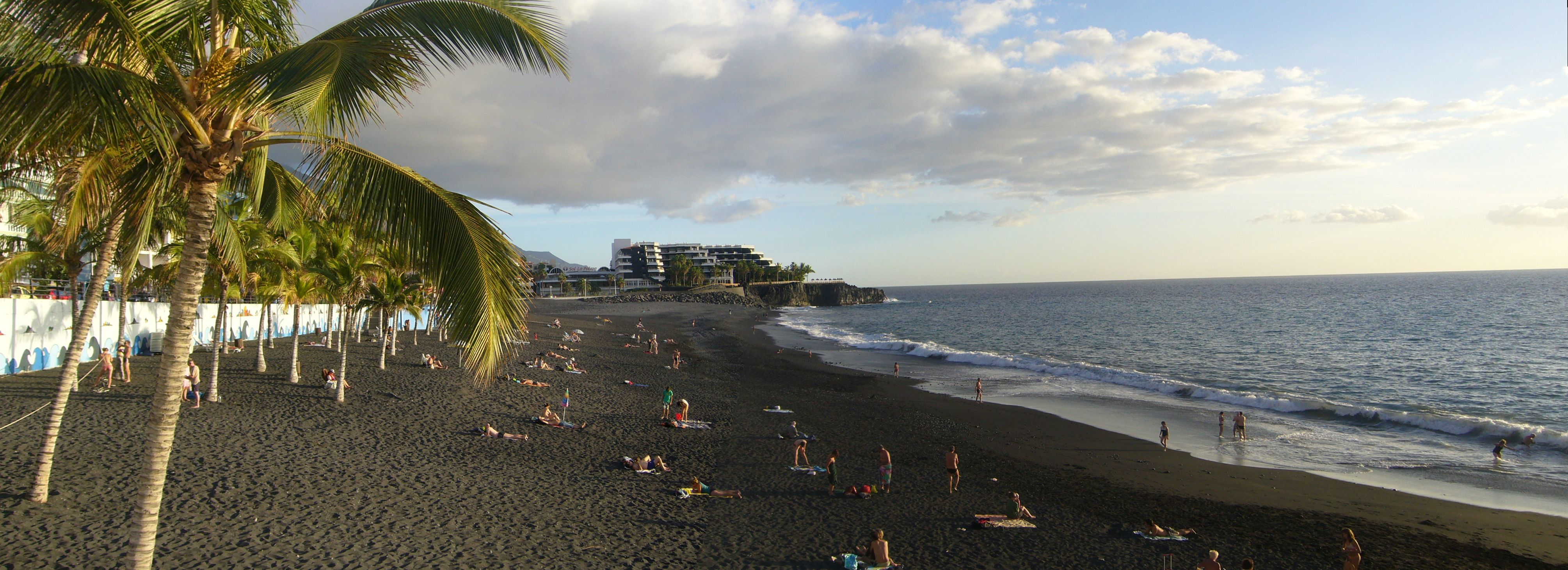
Playa de Puerto Naos

- Playa de Puerto Naos: Está situada en la mejor zona del poniente palmero, con buenas temperaturas todo el año, lo que le ha permitido obtener el galardón de Bandera Azul gracias a sus servicios y aguas cristalinas. Tiene un bulevar que bordea toda la playa natural de arena negra, donde se puede pasear o sentarte en algunos de los bar-terraza a contemplar del mar, la playa o una hermosa puesta de sol al atardecer.
- Playa de Charco Verde: Cala de arena negra situada al sur de Puerto Naos, y donde se encuentra una antigua fuente de aguas termales que en su tiempo fueron utilizadas con fines medicinales. Obtuvo por primera vez el galardón de Bandera Azul en el año 2009.
- Museo Arqueológico Benahoarita: Se trata de la institución museística dedicada a la arqueología más importante de la isla de La Palma. Está dedicado a la cultura benahoarita, el pueblo aborigen de la isla.

## Administración y política
Actualmente el municipio está gobernado por Coalición Canaria, agrupación encabezada por José Javier Pérez Llamas, también alcalde del municipio.
En la siguiente tabla se muestra el número de concejales obtenidos por cada partido en las elecciones tras la transición:
| Partido político | Partido político                                       | 1979   | 1983   | 1987   | 1991   | 1995   | 1999   | 2003   | 2007   | 2011   | 2015   | 2019   | 2023   |
| Partido político | Partido político                                       | Ediles | Ediles | Ediles | Ediles | Ediles | Ediles | Ediles | Ediles | Ediles | Ediles | Ediles | Ediles |
|                  | Unión de Centro Democrático (UCD)                      | 11     | 13     | —      | —      | —      | —      | —      | —      | —      | —      | —      | —      |
|                  | Partido Socialista Obrero Español (PSOE)               | 4      | 2      | 2      | 3      | 2      | 2      | 2      | 3      | 3      | 2      | 4      | 3      |
|                  | Coalición Canaria (CC)                                 | —      | —      | 11     | 5      | 13     | 12     | 11     | 12     | 10     | 7      | 4      | 9      |
|                  | Alianza Popular (AP)-Partido Popular (PP)              | —      | 2      | 2      | 3      | 2      | 3      | 7      | 3      | 8      | 10     | 12     | 9      |
|                  | Partido Comunista de España (PCE)-Izquierda Unida (IU) | 1      | —      | —      | —      | —      | —      | —      | —      | —      | 2      | 1      | —      |
|                  | Centro Democrático y Social (CDS)                      | —      | —      | 2      | 1      | —      | —      | —      | —      | —      | —      | —      | —      |
|                  | Nueva Canarias (NC)                                    | —      | —      | —      | —      | —      | —      | —      | 1      | —      | —      | —      | —      |
|                  | Otros                                                  | 1      | —      | —      | 5      | —      | —      | 1      | 2      | —      | —      | —      | 0      |

## Servicios

### Educación

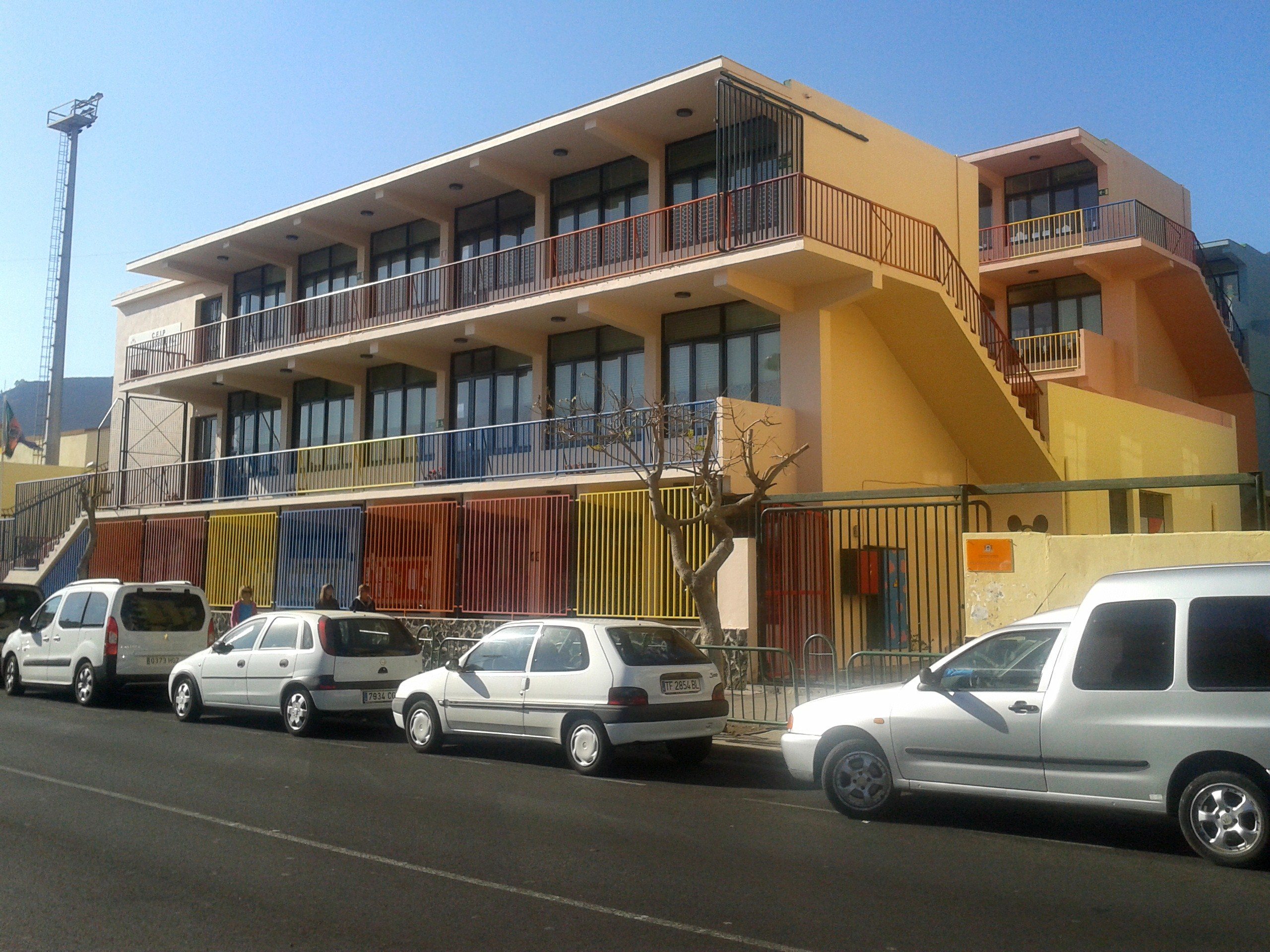
CEIP XXV Años de Paz en 2012. Sustituido por el CEIP Mariela Cáceres Pérez

El municipio cuenta con un amplio sistema educativo, tanto a nivel de primaria y secundaria como universitario. La red pública de centros de educación infantil y primaria y los de secundaria depende de la Consejería de Educación del Gobierno de Canarias. Entre ellos se encuentran:
- CEIP El Roque
- CEIP Mariela Cáceres Pérez
- CEIP Mayantigo
- CEIP Puerto Naos (María Milagros Acosta García)[nota 1]
- CEIP La Laguna[nota 2]
- CEIP Todoque[10][nota 2]
- CEIP Las Manchas[nota 1]
- CEIP Los Campitos[10][nota 2]

Además de dos centros de educación secundaria, IES Eusebio Barreto Lorenzo y el IES José María Pérez Pulido se encuentra la Escuela de Capacitación Agraria de Los Llanos, el colegio de educación especial Princesa Acerina y la Escuela Oficial de Idiomas de Los Llanos. La presencia universitaria en Los Llanos de Aridane está compuesta por la Universidad Nacional de Educación a Distancia (UNED). 
Existe un centro privado de educación infantil, primaria y secundaria en el municipio, el Colegio Sagrada Familia.

### Bibliotecas
Los Llanos de Aridane cuenta con 2 bibliotecas, la principal en la Casa de la Cultura del municipio y la otra en el Centro Cultural de Argual.

### Transporte y comunicaciones
El municipio cuenta con servicio de taxi y está comunicado con las siguientes líneas insulares de guagua:
| Línea | Trayecto                                     | Recorrido     |
| ----- | -------------------------------------------- | ------------- |
| 5     | Los Llanos – Marina Alta                     | Horario/Línea |
| 8     | Los Llanos – El Paso – Los Llanos            | Horario/Línea |
| 24    | Los Llanos – Puerto Naos – El Remo           | Horario/Línea |
| 27    | Los Llanos – Puerto de Tazacorte             | Horario/Línea |
| 29    | Los Llanos – La Laguna – Puerto de Tazacorte | Horario/Línea |
| 110   | Los Llanos – Puntagorda                      | Horario/Línea |
| 210   | Los Llanos – Fuencaliente                    | Horario/Línea |
| 300   | Los Llanos – Hospital – S/C Palma            | Horario/Línea |

## Cultura

### Religión
- Iglesia de N.S. de Los Remedios (Los Llanos)
- Ermita de Nuestra Señora de Las Angustias (Argual)
- Iglesia de San Pedro (Argual)
- Iglesia de Los Santos Mártires (Montaña Tenisca)
- Iglesia de Nuestra Señora de Fátima (Retamar)
- Iglesia de San Isidro Labrador (La Laguna)
- Iglesia de San Pío X (Todoque), destruida en 2021 por la Erupción volcánica de La Palma de 2021
- Iglesia de Nuestra Señora del Carmen (Puerto Naos)
- Iglesia de El Remo.